# ブルターニュ地域圏
ブルターニュ地域圏（ブルターニュちいきけん、フランス語: (Région) Bretagne, ブルトン語: (Rannvro) Breizh, "ブレイズ"）は、フランス北西部のブルターニュ半島全体に位置するフランスの地域圏。首府はレンヌ。
周囲の2/3程は大西洋に面した海岸線であり、東部でノルマンディー地域圏とペイ・ド・ラ・ロワール地域圏に接している。内部はコート＝ダルモール県、フィニステール県、イル＝エ＝ヴィレーヌ県、モルビアン県の4県に分けられる。
ケルト系ブルトン人の言語、風俗が強く残存した地域である。日本の近畿地方ほどの面積に、茨城県と同程度の人口が集まっている。最大都市は州都であり学術都市でもあるレンヌ（人口約21万人）。
同じくブルターニュ文化（ケルト色）の濃いロワール＝アトランティック県は隣のペイ・ド・ラ・ロワール地域圏へ分断されている。フランス中央とは風俗習慣が全く異なるため、現在でも相続法など民法の一部については独自の慣習法が認められている。

## 行政区画
| 名称                                   | 人口(人) | 州都/主府/本部              | 備考 |
| -------------------------------------- | -------- | --------------------------- | ---- |
| イル＝エ＝ヴィレーヌ県 Ille-et-Vilaine | 977,489  | レンヌ Rennes               |      |
| フィニステール県 Finistère             | 893,914  | カンペール Quimper          |      |
| モルビアン県 Morbihan                  | 716,182  | ヴァンヌ Vannes             |      |
| コート＝ダルモール県 Côtes-d'Armor     | 587,519  | サン＝ブリユー Saint-Brieuc |      |

## 領土
ブルターニュ地域圏はブルターニュ公国およびブルターニュ州の80％から作られた。残りの20%はロワール＝アトランティック県となってペイ・ド・ラ・ロワール地域圏に含まれている。ペイ・ド・ラ・ロワール地域圏首府のナントはかつてブルターニュ公国の首都だった。現在ブルターニュ公国が二つの地域圏に分けられた理由の一部に、ナントと首府レンヌの競い合いを避けることがあった。ナントは16世紀からブルターニュ公国の首都であり、一方レンヌには 1560年から1789年の間、高等法院がおかれ、1689年から1789年にはブルターニュの行政首都がおかれ、監察府 (intendant) の首都もおかれた。監督府は17世紀から18世紀の王政フランスにおいて最も重要な行政単位であった。ブルターニュ公国になってからは元々二年おきに異なる都市におかれる制度であったが、1730年、1758年、1760年を除いて1728年から1789年までレンヌにおかれた。にもかかわらず1789年になって州会計部はナントに置かれた。
こうして、1941年にフランスの地域圏が作られた際にはレンヌに首府が置かれ、ナントは隣の地域圏におかれることとなった。ナントの為に作られた地域圏はペイ・ド・ラ・ロワール、Pays-de-la-Loire （ロワール川の地）と名付けられた。ペイ・ド・ラ・ロワール地域圏はブルターニュ地方と、アンジューやメーヌなど伝統的な県を合わせて作られた。
現在の区画には不満を言う人々もおり、地域圏ロワール＝アトランティック県をブルターニュ地域圏に組み入れ、ブルターニュ地方と再統一することを願う声もある。

## 言語
地域特有の言語は2つあると考えられている。
ブルトン語（ブレイス語）はケルト語派の言語（なかでもブリソン諸語としてウェールズ語やコーンウォール語と近い）で、ブルターニュ西部で話されていた。大まかにサン＝ブリユーからヴァンヌが境界となっている。
それ以外のブルターニュの地域ではガロ語（オイル語の一種）が話されていた。これらの言語はブルターニュの文化的特質を持つものとして、近年復活し始めている。
フランス政府は県や市町村によってはブルトン語やガロ語の使用を認めており、当該地域では道路標識や街、道の名前などはフランス語と併記される。また、学校でも教育されており、民間伝承やクラブ活動などで言語再興の活動が行われている。

## 政治
ブルターニュ地域圏の政治はブルターニュ評議会によって行われている。
ブルターニュはコート＝ダルモール県を除いて伝統的に保守、キリスト教民主主義の地域であった。しかしゆっくりと左派に傾倒してきており、地域圏知事としては2004年に初めて社会党のジャン＝イヴ・ル・ドリアンを選出したり、2007年のフランス大統領選挙ではモルビアン県を除いてセゴレーヌ・ロワイヤルを推している。中道派議員のフランソワ・バイルがこの地域では高い得票率を得ている。その後の地域圏知事は、2012年にル・ドリアンがオランド内閣で閣僚に就任したため後継者となったピエリック・マシオ（fr）である。
2015年12月19日より、再びジャン＝イヴ・ル・ドリアンが地域圏知事に就任した。2017年、ル・ドリアンがエドゥアール・フィリップ内閣において外務大臣に就任したため、新たにロイグ・シェネ＝ジラールが地域圏知事となった。
ブルターニュはカトリックが非常に強い地域である。
| 選挙                                  | 右派                       | 左派                           |
| ------------------------------------- | -------------------------- | ------------------------------ |
| 2012年フランス大統領選挙（第2回投票） | 43,65 % (ニコラ・サルコジ) | 56,35 % (フランソワ・オランド) |
| ブルターニュ評議会選挙                | 20 (UMP-NC-DVD)            | 63 (PS-EE-Verts-PCF-UDB)       |
| 県議会選挙                            | 1                          | 3                              |
| 国民議会選挙                          | 5                          | 21                             |
| 元老院選挙                            | 2                          | 12                             |
| 県都の市長選                          | 2                          | 2                              |

## 交通
ブルターニュ地域圏には主にフランス国内やイギリス行きの便がある空港が複数ある。また、鉄道TGVがパリ、リヨン、マルセイユ、リールなど他のフランス国内の都市を結んでいる。また、フェリーが乗客および自動車をアイルランド、イギリス、その他チャネル諸島まで航行している。

## 主要都市
- ブレスト (Brest)
- コンカルノー(Concarneau)
- フージェール(Fougères)
- ラネステール(Lanester)
- ランニオン(Lannion)
- ロリアン(Lorient)
- プロモール(Ploemeur)
- カンペール(Quimper)
- レンヌ(Rennes)
- サン＝ブリユー(Saint-Brieuc)
- サン・マロ(Saint-Malo)
- ヴァンヌ(Vannes)